# 21e cérémonie des Screen Actors Guild Awards
La 21e cérémonie des Screen Actors Guild Awards (SAG Awards), décernés par la Screen Actors Guild a eu lieu le 25 janvier 2015, et a récompensé les acteurs et actrices du cinéma et de la télévision ayant tourné l'année précédente.
Les nominations ont été annoncées le 10 décembre 2014,.

## Palmarès

### Cinéma

#### Meilleur acteur
- Eddie Redmayne pour le rôle de Stephen Hawking dans Une merveilleuse histoire du temps (The Theory of Everything)
  - Steve Carell pour le rôle de John E. du Pont dans Foxcatcher
  - Benedict Cumberbatch pour le rôle d'Alan Turing dans Imitation Game
  - Jake Gyllenhaal pour le rôle de Lou Bloom dans Night Call (Nightcrawler)
  - Michael Keaton pour le rôle de Riggan Thomson dans Birdman

#### Meilleure actrice
- Julianne Moore pour le rôle du Dr Alice Howland dans Still Alice
  - Jennifer Aniston pour le rôle de Claire dans Cake
  - Felicity Jones pour le rôle de Jane Hawking dans Une merveilleuse histoire du temps (The Theory of Everything)
  - Rosamund Pike pour le rôle d'Amy Elliott Dunne dans Gone Girl
  - Reese Witherspoon pour le rôle de Cheryl Strayed dans Wild

#### Meilleur acteur dans un second rôle
- J. K. Simmons pour le rôle de Terence Fletcher dans Whiplash
  - Robert Duvall pour le rôle de Joseph Palmer dans Le Juge (The Judge)
  - Ethan Hawke pour le rôle de Mason Sr. dans Boyhood
  - Edward Norton pour le rôle de Mike Shiner dans Birdman
  - Mark Ruffalo pour le rôle de Dave Schultz dans Foxcatcher

#### Meilleure actrice dans un second rôle
- Patricia Arquette pour le rôle d'Olivia dans Boyhood
  - Keira Knightley pour le rôle de Joan Clarke dans Imitation Game
  - Emma Stone pour le rôle de Sam Thomson dans Birdman
  - Meryl Streep pour le rôle de la sorcière dans Into the Woods
  - Naomi Watts pour le rôle de Daka dans St. Vincent

#### Meilleure distribution
- Birdman
  - Boyhood
  - The Grand Budapest Hotel
  - Imitation Game
  - Une merveilleuse histoire du temps (The Theory of Everything)

#### Meilleure équipe de cascadeurs
- Invincible (Unbroken)
  - Fury
  - Get on Up
  - Le Hobbit : La Bataille des Cinq Armées (The Hobbit: The Battle of the Five Armies)
  - X-Men: Days of Future Past

### Télévision
Note : le symbole « ♕ » rappelle le gagnant de l'année précédente (si nomination).

#### Meilleur acteur dans une série dramatique
- Kevin Spacey pour le rôle de Frank Underwood dans House of Cards
  - Steve Buscemi pour le rôle de Nucky Thompson dans Boardwalk Empire
  - Peter Dinklage pour le rôle de Tyrion Lannister dans Game of Thrones
  - Woody Harrelson pour le rôle de Martin Hart dans True Detective
  - Matthew McConaughey pour le rôle de Rust Cohle dans True Detective

#### Meilleure actrice dans une série dramatique
Note : exceptionnellement, il y a 6 nommées dans cette catégorie.
- Viola Davis pour le rôle d'Annalise Keating dans How to Get Away with Murder
  - Claire Danes pour le rôle de Carrie Mathison dans Homeland
  - Julianna Margulies pour le rôle d'Alicia Florrick dans The Good Wife
  - Tatiana Maslany pour les rôles de Sarah et ses doubles dans Orphan Black
  - Maggie Smith pour le rôle de Violet, comtesse douairière de Grantham dans Downton Abbey ♕
  - Robin Wright pour le rôle de Claire Underwood dans House of Cards

#### Meilleure distribution pour une série dramatique
- Downton Abbey
  - Boardwalk Empire
  - Game of Thrones
  - Homeland
  - House of Cards

#### Meilleur acteur dans une série comique
- William H. Macy pour le rôle de Frank Gallagher dans Shameless
  - Ty Burrell pour le rôle de Phil Dunphy dans Modern Family ♕
  - Louis C.K. pour le rôle de Louie dans Louie
  - Jim Parsons pour le rôle du Dr Sheldon Cooper dans The Big Bang Theory
  - Eric Stonestreet pour le rôle de Cameron Tucker dans Modern Family

#### Meilleure actrice dans une série comique
- Uzo Aduba pour le rôle de Suzanne Warren dans Orange Is the New Black
  - Julie Bowen pour le rôle de Claire Dunphy dans Modern Family
  - Edie Falco pour le rôle de Jackie Payton dans Nurse Jackie
  - Julia Louis-Dreyfus pour le rôle de la vice-présidente Selina Meyer dans Veep ♕
  - Amy Poehler pour le rôle de Leslie Knope dans Parks and Recreation

#### Meilleure distribution pour une série comique
- Orange Is the New Black
  - The Big Bang Theory
  - Brooklyn Nine-Nine
  - Modern Family ♕
  - Veep

#### Meilleur acteur dans une mini-série ou un téléfilm
- Mark Ruffalo pour le rôle de Ned Weeks dans The Normal Heart
  - Adrian Brody pour le rôle de Harry Houdini dans Houdini
  - Benedict Cumberbatch pour le rôle de Sherlock Holmes dans Sherlock
  - Richard Jenkins pour le rôle de Henry Kitteridge dans Olive Kitteridge
  - Billy Bob Thornton pour le rôle de Lorne Malvo dans Fargo

#### Meilleure actrice dans une mini-série ou un téléfilm
- Frances McDormand pour le rôle d'Olive Kitteridge dans Olive Kitteridge
  - Ellen Burstyn pour le rôle d'Olivia Foxworth Baden dans Flowers in the Attic
  - Maggie Gyllenhaal pour le rôle de Nessa Stein dans The Honourable Woman
  - Julia Roberts pour le rôle du Dr Emma Brookner dans The Normal Heart
  - Cicely Tyson pour le rôle de Carrie Watts dans The Trip to Bountiful

#### Meilleure équipe de cascadeurs dans une série télévisée
- Game of Thrones ♕
  - 24: Live Another Day
  - Boardwalk Empire
  - Homeland
  - Sons of Anarchy
  - The Walking Dead

### Screen Actors Guild Life Achievement Award
- Debbie Reynolds[3]

## Statistiques

### Nominations multiples

#### Cinéma
4 : Birdman
3 : Imitation Game, Une merveilleuse histoire du temps
2 : Foxcatcher

#### Télévision
4 : Modern Family
3 : Boardwalk Empire, Game of Thrones, House of Cards, Homeland
2 : The Big Bang Theory, The Normal Heart, Downton Abbey, Olive Kitteridge, Orange is the New Black, True Detective, Veep

#### Personnalités
2 : Benedict Cumberbatch, Mark Ruffalo

### Récompenses multiples

#### Télévision
2 : Orange is the New Black